# René Friedl
René Friedl (ur. 17 lipca 1967 w Friedrichroda) – były enerdowski oraz niemiecki saneczkarz startujący w jedynkach, mistrz świata i Europy.
Na igrzyskach olimpijskich startował jeden raz zajmując w 1992 ósme miejsce. Na mistrzostwach świata zdobył dwa medale: złoty i srebrny, oba w drużynie. Triumf odniósł w 1993, w 1989 został wicemistrzem świata. Na mistrzostwach Europy wywalczył cztery medale, w tym trzy złote i jeden srebrny. Najbardziej udana była dla niego impreza w 1992, kiedy do zdobył złoto zarówno w jedynkach jak i drużynie. Mistrzem kontynentu był również w 1990 w drużynie. Ostatni raz na podium stał w  1994 zdobywając z kolegami z drużyny srebro. W Pucharze Świata jeden raz zajął miejsce na podium w klasyfikacji generalnej kończąc sezon 1986/1987 na drugim miejscu.

## Osiągnięcia

### Igrzyska olimpijskie
| Rok  | Miejsce     | Jedynki |
| ---- | ----------- | ------- |
| 1992 | Albertville | 8.      |

### Puchar Świata

#### Miejsca na podium w klasyfikacji generalnej
| Sezon     | Miejsce |
| --------- | ------- |
| 1986/1987 | 2.      |